# Bill Laswell
Bill Laswell, född 12 februari 1955 i Salem, Illinois och uppvuxen i Albion, Michigan, är en amerikansk basist, musikproducent och skivmärkesinnehavare. Han är gift med den etiopiska sångerskan Gigi. 